# Paul Wescher
Paul Wescher (* 21. März 1896 in Welschingen; † 3. September 1974 in Pacific Palisades) war ein deutsch-amerikanischer Kunsthistoriker, Kunsthändler und Museumsdirektor.

## Leben
Paul Wescher war ein Sohn des gleichnamigen praktischen Arztes Paul Wescher. Er besuchte das humanistische Gymnasium in Freiburg im Breisgau, unterbrochen vom Kriegsdienst im Ersten Weltkrieg, und konnte daher erst 1918 Abitur machen. Von 1919 bis 1922 studierte er Kunstgeschichte, Klassische Archäologie und Literatur an den Universitäten Freiburg und München, vor allem bei Hans Jantzen und Heinrich Wölfflin. 1923 wurde er in Freiburg mit einer von Jantzen betreuten Dissertation zum Dr. phil. promoviert.
1923/24 war er Volontär am Augustinermuseum in Freiburg und von 1924 bis 1927 wissenschaftlicher Hilfsarbeiter an den Staatlichen Museen Berlin. Von 1927 bis 1931 katalogisierte er mit einem Werkvertrag am Kupferstichkabinett Berlin dessen flämische Zeichnungen und Handschriften. Ab 1931 war er stellvertretender Leiter des Kupferstichkabinetts. Daneben begleitete er den Berliner Kunstmarkt durch zahlreiche Berichte, so in der Zeitschrift Pantheon.
Mit Beginn des nationalsozialistischen Regimes 1933 emigrierte er aus politischen Gründen und ging nach Paris; hier schrieb er zahlreiche Veröffentlichungen, auch in deutschen Zeitschriften und betätigte sich im Kunsthandel. Nach Ausbruch des Zweiten Weltkriegs und kurzer Internierung gelang ihm und seiner Frau die Übersiedlung in die Schweiz, zunächst nach Basel. Bis 1948 lebte er dann als Privatgelehrter in Campione am Luganersee. 1945 veröffentlichte er seine große Monographie zu Jean Fouquet.
1948 zog er in die USA, wo ihm sein Freund Wilhelm Reinhold Valentiner eine Stelle am Detroit Institute of Arts verschaffte. Mit Valentiner wirkte er am Los Angeles County Museum of Art und am North Carolina Museum of Art in Raleigh (North Carolina). Von 1953 bis 1959 war er Direktor des J. Paul Getty Museums. Danach wirkte er noch freiberuflich als Kurator verschiedener Ausstellungen.
Wescher  hatte 1923 die Kunsthistorikerin Herta, geb. Kauert geheiratet. Die Ehe wurde nach 1945 geschieden. In zweiter Ehe heiratete er in den USA Mary, die Witwe von Herbert Stothart. Ein Teil des Nachlasses des Paares wird von den Archives of American Art der Smithsonian Institution verwahrt.

## Schriften
Für ein vollständiges Schriftenverzeichnis siehe Frank Otten (Hrsg.): Paul Wescher, Gesammelte Aufsätze zur Kunst. Köln 1979, S. 233–236.
- Die Anfänge der alttestamentlichen Bilderfolge in der westlichen Buchmalerei und ihre Dekorationssysteme bis rund 1300. Dissertation Freiburg 1924
- Beschreibendes Verzeichnis der Miniaturen, Handschriften und Einzelblätter des Kupferstichkabinetts der Staatlichen Museen Berlin. Leipzig 1931
- Großkaufleute der Renaissance. In Biographien und Bildnissen. Frankfurt 1935, 2. Auflage München 1940, Basel 1941
- Alte Städte in Meisterzeichnungen aus fünf Jahrhunderten. München 1938
- (Mitarbeit): Die Meisterwerke des Prado-Museums. Frankfurt 1940
- (Hrsg.:) Schweizer Künstler-Anekdoten aus zwei Jahrhunderten. Basel 1942
- Jean Fouquet und seine Zeit. Basel 1945, 2., erw. Aufl. 1947

Franz.: Basel 1947, engl.: New York 1947
- Die Romantik in der Schweizer Malerei. Frauenfeld 1947
- (Hrsg.:) Catalogue of paintings. Los Angeles County Museum. Los Angeles 1954

Band 1: A catalogue of Italian, French and Spanish paintings XIV–XVIII century.
Band 2: A catalogue of Flemish, German, Dutch and English paintings XV–XVIII century.
- mit Wilhelm R. Valentiner: The J. Paul Getty Museum, Malibu, California. Guidebook. Los Angeles 1954, 2. Aufl. 1956
- La prima idea. Die Entwicklung der Ölskizze von Tintoretto bis Picasso. München 1960
- Time in the waste basket. Poems, collages, parables and dreams. Designed and ed. by Karen Sargentich. Santa Monica 1975
- Kunstraub unter Napoleon. Berlin 1976
- Gesammelte Aufsätze zur Kunst. Herausgegeben von Frank Otten. Köln 1979